# Jesuskirche (Kirschkau)

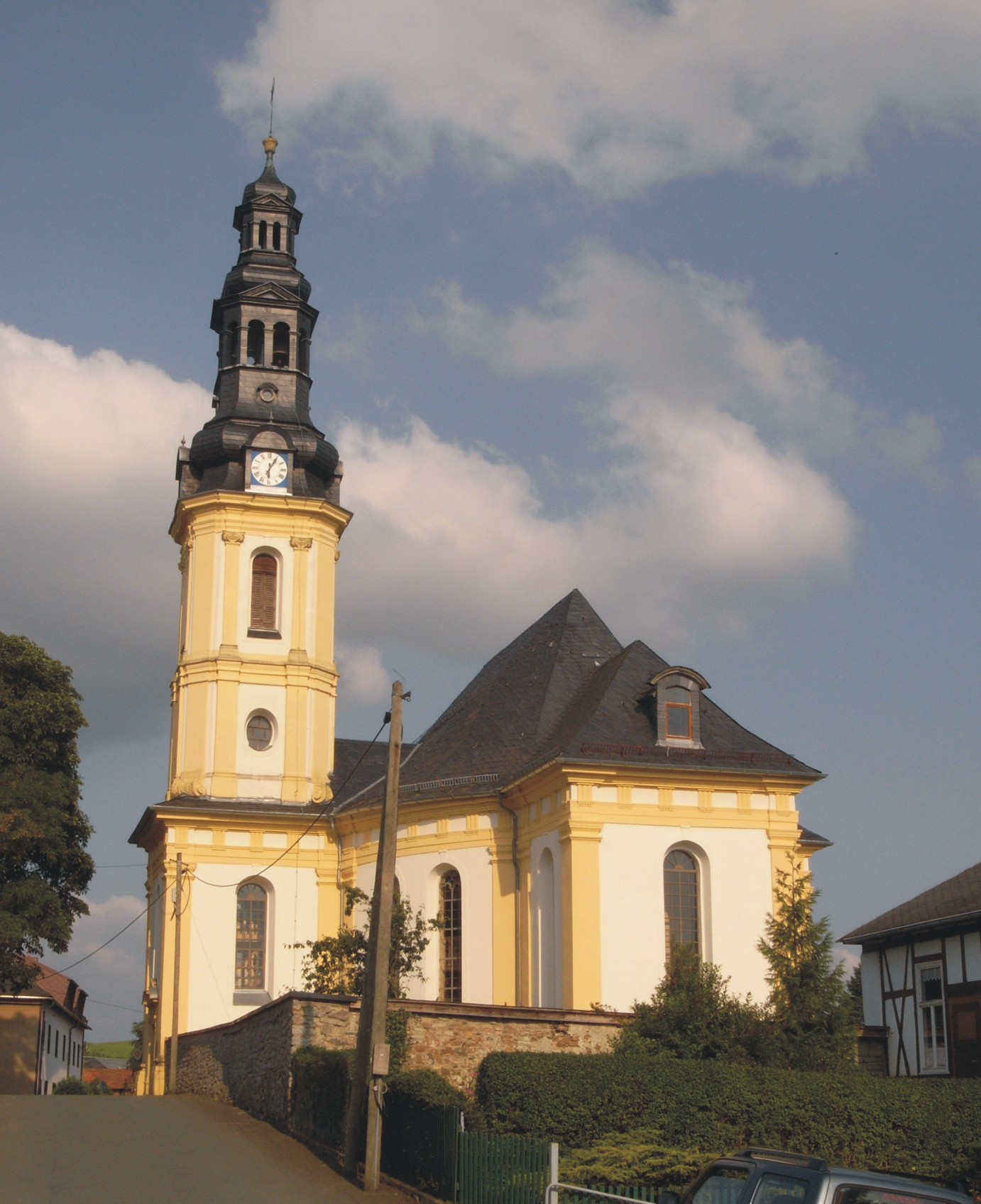
Die Kirche

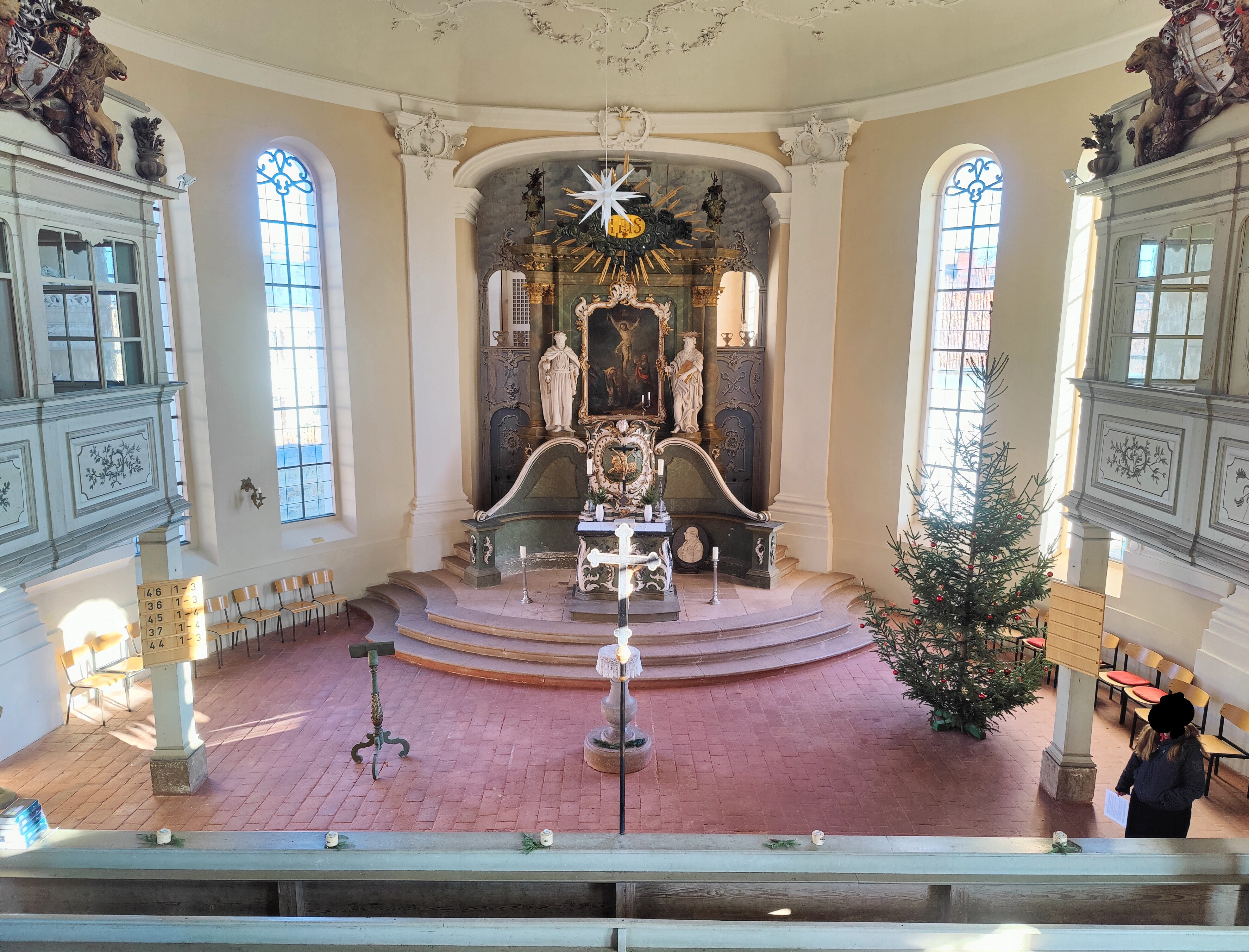
Innenraum (2023)

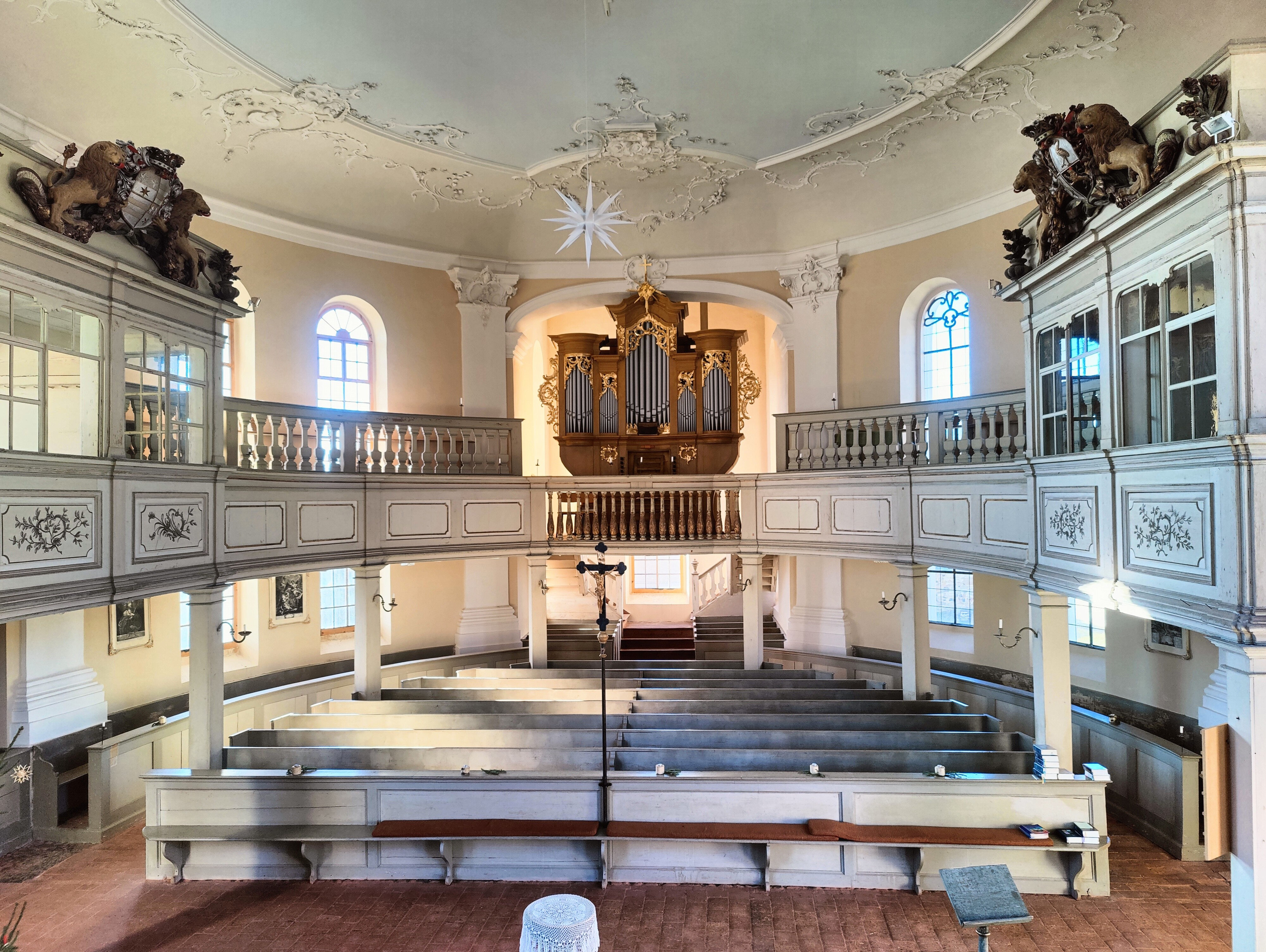
Innenraum, Blick zur Orgel

Die Jesuskirche Kirschkau ist die evangelische Kirche in Kirschkau im Saale-Orla-Kreis in Thüringen.

## Lage
Durch den Ort Kirschkau führt die Bundesstraße 94 an der Kirschkauer Kirche vorüber und verbindet den Ort mit Schleiz und Zeulenroda-Triebes. Die Gemarkung gehört zum Schleizer Oberland und liegt im Südostthüringer Schiefergebirge.

## Geschichte
1407 wurde in Kirschkau eine Kirche Petrus und Paul erwähnt, die 1503 erweitert wurde. Sie wurde 1751 abgerissen, um für einen Neubau einer neuen Kirche Platz zu machen, die Jesuskirche genannt wurde. Sie zählt zu den bedeutenden Beispielen des protestantischen Kirchenbaus des 18. Jahrhunderts in Thüringen. Graf Heinrich XII. Reuß zu Lobenstein beauftragte den Bauinspektor Johann Gottlieb Riedel mit dem Bau, der zwischen 1751 und 1753 realisiert wurde.

## Architektur
Der Kirchenbau sorgte durch seine eigenwillige Gestaltung für Aufmerksamkeit.
- Der ovale Raum wird durch vier rechteckige Kreuzarme erweitert. Diese sind im Kirchenraum durch Emporen und den Kanzelaltar abgetrennt. Über dem nördlichen Kreuzarm erhebt sich der Kirchturm mit Haube und hoher Doppellaterne. Der südliche Kreuzarm ist die Vorhalle mit Orgel und Altar.
- Rokokodekoration, Skulpturen und eine solide Ausstattung ergeben den feierlichen Eindruck.
- Der räumlich tief gestaffelte Kanzelaltar ist ein Werk von Philipp Konrad Ehrhardt. Zwei geschwungene Treppenläufe führen zur vorspringenden Kanzel. Das Altarretabel ist mit Säulen und Vasen geschmückt und trägt eine Wolkengloriole als Abschluss. Das Altarbild mit Kreuzigung Christi sowie Apostel Petrus und Paulus zu Seiten erinnern an den geweihten Vorgängerbau. Der Taufstein steht vor dem Kanzelaltar. Unter der Orgelempore steht der Wickeltisch für den Täufling.[1]
- Die Orgel auf der Westempore wurde 1753 von Johann Tobias Hiebe aus Schleiz erbaut. Das Werk verfügt über 13 Register auf einem Manual und Pedal. Eine Restaurierung erfolgte 2012–2014 durch Rösel & Hercher Orgelbau.[2]